# Gustavo Rosales Hernández
Gustavo Rosales Hernández es un jugador de fútbol playa mexicano y de fútbol rápido que juega actualmente en el Monterrey Flash que participa en la Professional Arena Soccer League (PASL) de los Estados Unidos.
Hizo pruebas con la Selección de fútbol playa de México, con la que obtuvo el segundo lugar en la Copa Mundial de Fútbol Playa FIFA 2007, consiguiendo 2 goles. 

## Participaciones en Copas del Mundo de Playa
| Mundial                                | Sede    | Resultado        | Partidos | Goles |
| -------------------------------------- | ------- | ---------------- | -------- | ----- |
| Copa Mundial de Fútbol Playa FIFA 2007 | Brasil  | Subcampeón       | 6        | 2     |
| Copa Mundial de Fútbol Playa FIFA 2008 | Francia | Primera Fase     | 3        | 0     |
| Copa Mundial de Fútbol Playa FIFA 2011 | Italia  | Cuartos de final | 3        | 0     |

## Participaciones en Campeonato de Fútbol Playa de Concacaf
| Copa                                           | Sede    | Resultado    | Partidos | Goles |
| ---------------------------------------------- | ------- | ------------ | -------- | ----- |
| Campeonato de Fútbol Playa de Concacaf de 2007 | México  | Cuarto lugar | 4        | 3     |
| Campeonato de Fútbol Playa de Concacaf de 2008 | México  | Campeón      | 3        | 4     |
| Campeonato de Fútbol Playa de Concacaf de 2009 | México  | Tercer lugar | 4        | 7     |
| Campeonato de Fútbol Playa de Concacaf de 2010 | México  | Campeón      | 5        | 3     |
| Campeonato de Fútbol Playa de Concacaf de 2013 | Bahamas | Tercer lugar | 4        | 2     |